# 1929년 영국 총선
1929년 영국 총선은 총 615석의 영국 하원 의원들을 선출하기 위해 1929년 5월 30일에 실시되었다. 총 21,685,779명의 유권자가 투표에 참여하여 투표율 76.3%를 기록하였다.
1924년 총선에서 다시 정권을 잡은 보수당의 스탠리 볼드윈은 경제 불황과 노동자 파업으로 어수선한 상황이 이어졌다. 이에 볼드윈은 비상사태를 선포한 후 노동쟁의조정법을 통과시켜 노동조합을 억압하려 하였다. 또한 보수당 내 내부 분열로 볼드윈의 신임이 불분명하였다. 5년의 임기가 채워진 총선에서 보수당과 노동당은 치열한 접전을 벌였다.
선거 결과 노동당이 287석을 차지해 제1당에 올랐고 보수당은 260석을 차지해 제2당으로 추락하였다. 노동당은 보수당에 비해 득표수에는 뒤졌지만 제1당이 되었다. 노동당의 램지 맥도널드는 곧 59석을 차지한 자유당과 연정하게 되었다. 이로써 제2차 램지 맥도널드 내각이 드러서게 되었다. 이 선거는 1928년에 통과된 제5차 선거법 개정으로 21세 이상의 여성도 투표에 참여할 수 있게 되었다.

## 결과
정당별 의석수
| 정당            | 의석수 |
| --------------- | ------ |
| 노동당          | 287    |
| 보수당          | 260    |
| 자유당          | 59     |
| 국민당          | 3      |
| 스코티쉬 금주당 | 1      |
| 무소속          | 5      |
| 합계            |        |

정당 득표
| 정당            | 득표수    | 득표율 |
| --------------- | --------- | ------ |
| 보수당          | 8,252,527 | 38.1%  |
| 노동당          | 8,048,968 | 37.1%  |
| 자유당          | 5,104,638 | 23.6%  |
| 공산당          | 47,554    | 0.2%   |
| 스코티쉬 금주당 | 25,037    | 0.1%   |
| 국민당          | 24,177    | 0.1%   |

| \| 득표율 \| 득표율 \| 득표율 \| 득표율 \| 득표율 \| \| ------ \| ------ \| ------ \| ------ \| ------ \| \| \| \| \| \| \| \| 보수당 \| 보수당 \| \| 38.1% \| 38.1% \| \| 노동당 \| 노동당 \| \| 37.1% \| 37.1% \| \| 자유당 \| 자유당 \| \| 23.5% \| 23.5% \| \| 기타 \| 기타 \| \| 1.3% \| 1.3% \| |        |  |       |       |
| 득표율 |        |  |       |       |
| |        |  |       |       |
| 보수당 | 보수당 |  | 38.1% | 38.1% |
| 노동당 | 노동당 |  | 37.1% | 37.1% |
| 자유당 | 자유당 |  | 23.5% | 23.5% |
| 기타 | 기타   |  | 1.3%  | 1.3%  |

| \| 의석율 \| 의석율 \| 의석율 \| 의석율 \| 의석율 \| \| ------ \| ------ \| ------ \| ------ \| ------ \| \| \| \| \| \| \| \| 노동당 \| 노동당 \| \| 46.7% \| 46.7% \| \| 보수당 \| 보수당 \| \| 42.3% \| 42.3% \| \| 자유당 \| 자유당 \| \| 9.6% \| 9.6% \| \| 기타 \| 기타 \| \| 1.5% \| 1.5% \| |        |  |       |       |
| 의석율 |        |  |       |       |
| |        |  |       |       |
| 노동당 | 노동당 |  | 46.7% | 46.7% |
| 보수당 | 보수당 |  | 42.3% | 42.3% |
| 자유당 | 자유당 |  | 9.6%  | 9.6%  |
| 기타 | 기타   |  | 1.5%  | 1.5%  |

### 매니페스토
- 스탠리 볼드윈의 지지 호소 (보수당)
- 국민에게 드리는 노동당의 호소 (노동당)
- 데이비드 로이드 조지의 지지 호소 (자유당)